# Pogorzelica, Gmina Rewal
Pogorzelica [pɔɡɔʐɛˈlit͡sa] (tiếng Đức: Fischerkaten)  là một ngôi làng ở quận hành chính của Gmina Rewal, trong Gryfice County, Zachodniopomorskie, ở tây bắc Ba Lan. Nó nằm khoảng 7 kilômét (4 mi)   phía đông của Rewal, 22 km (14 mi) phía bắc Gryfice và 84 km (52 mi) về phía đông bắc của thủ đô khu vực Szczecin.
Đối với lịch sử của khu vực, xem Lịch sử của Pomerania.
Ngôi làng có dân số 119 người.